# Один дома 5: Праздничное ограбление
«Оди́н до́ма 5: Пра́здничное ограбле́ние» (англ. Home Alone: The Holiday Heist, в титрах имеет название «Один дома: Рождественское ограбление») — семейный телефильм, премьера которого состоялась на канале ABC Family 25 ноября 2012 года. Это второй фильм после «Один дома 3», игнорирующий историю первых двух фильмов с Маколеем Калкиным, второй, чья премьера состоялась на телевидении, первый, который снимался в Канаде, и первый, в котором действие происходит не в Чикаго. Это пятый фильм в серии и последний в оригинальной серии (дальше уже вышел перезапуск 2021 года). В фильме приняли участие такие актёры, как Кристиан Мартин, Джодель Ферланд, Малкольм МакДауэлл, Деби Мазар, Эдди Стиплз. Пятый фильм получил в основном негативные отзывы, но которые были лучше, чем у предыдущего фильма. Критика сводилась к актёрскому составу и отсылкам к первым фильмам, однако зрители похвалили ловушки и спецэффекты.
Подобно четвёртому фильму в этом главный герой аналогично вопреки названию не находится один в доме.

## Сюжет
Семейство Бакстеров переезжает из штата Калифорния в штат Мэн и поселяется в старом доме в преддверии Рождества. 10-летний Финн Бакстер (Кристиан Мартин) и его старшая сестра Алексис (Джодель Ферланд) — технофилы, которые изолируют себя от своих родителей Кёртис (Даг Мюррей) и Кэтрин (Элли Харви) и внешнего мира. Финн часто играет в видеоигры, а Алексис часто на своём телефоне. Папа отправляет сына на улицу, где тот знакомится с соседским мальчишкой Мэйсоном (Питер ДаКуна), который рассказывает ему легенду о задушенном гангстере, чей призрак живёт в доме Бакстеров. Эта информация заставляет Финна бояться собственной тени.
Пока семья покидает свой дом, чтобы отправиться за рождественскими покупками, группа воров и приспешники мисс Кэтлин Гидени (Ангелина Хансейкинс), состоящая из Синклера (Малкольм Макдауэлл), гламурной Джессики (Деби Мейзар) и их нового взломщика сейфов Хьюза (Эдди Стиплз), хотят осуществить план прокрасться в дом, найти тайник и украсть старую, давно потерянную картину Эдварда Мунка стоимостью $85 миллионов, не подозревая, что дом занят. Они не могут найти картину в сейфе подвала, и, когда Бакстеры возвращаются домой, воры быстро убегают. Ночью Кертис и Кэтрин уезжают на рождественскую вечеринку, организованную новым боссом Кэтрин, мистером Карсоном (Эдвард Аснер). Финн и Алексис остаются, однако, контроллер видеоигр Финна конфискован родителями, а Алексис может использовать свой телефон только для экстренных вызовов.
В ту ночь, увидев приглашение на вечеринку раньше, воры планируют вернуться, думая, что дом будет свободен. Синклер объясняет Джессике и Хьюз, что они ищут картину «Вдова», портрет его прабабушки и её семьи, которая была похищена несколько десятилетий назад. Между тем, Финн рыскает в доме и находит запасной контроллер. Он начинает играть в видеоигры. Разыскивая новые батарейки для контроллера, он случайно роняет одну, которая катится вниз в подвал. Финна сопровождает Алексис, чтобы найти батарейку, и они находят вскрытый сейф и секретную комнату за ним, в которой находится картина, которую ищет Синклер. Испуганный портретом, Финн убегает, и Алексис случайно запускает механизм-ловушку и оказывается запертой в комнате.
По мере того как метель усиливается, Кертис и Кэтрин вынуждены оставаться на рождественской вечеринке, беспокоясь о своих детях дома. Когда Алексис запирается в потайной комнате, Финн отправляется в хозяйственный магазин, чтобы освободить её. Случайно, он подслушивает разговор тройки грабителей, обсуждающих планы проникнуть в его дом. Бросаясь домой, Финн рассказывает своему онлайн-другу по видеоиграм и студенту колледжа Саймону (Билл Тернбулл) о ситуации, но Саймон изначально не обращает внимания. Финн устанавливает множество хитроумных ловушек вокруг дома, включая лёд во внутреннем дворике (ловушку из оригинального фильма), снегоочиститель, дующий в гараже стеклянные шарики, коробку, наполненную смолой, заполненный углём чулок, несколько неприятных на вкус имбирных пряников, хлопковые шарики и муку, вылетающие из раковины. Воры вынуждены проходить через хитроумные ловушки, получая травмы. Достаточно скоро Кёртис и Кэтрин могут ехать домой. Используя информацию о кредитной карте Финна и кредитной карте родителей, обеспокоенный Саймон связывается с ними, чтобы предупредить об опасности, но вместо этого они вызывают к нему полицейских, думая, что Саймон похитил их.
Вернувшись в дом, Синклер, Джессика и Хьюз захватывают Финна и задерживают его в фургоне. Синклер и Хьюз идут, чтобы открыть сейф. Мейсон, однако, спасает Финна, бросая снежки в Джессику, которая теперь утратила свой «гламурный» облик, вымазавшись в смоле из-под ловушки Финна. Тем временем Синклер и Хьюз получают вход в сейф, находят картину и Алексис, которая угрожает уничтожить её. Финн убегает и освобождает Алексис, активируя ловушку, которая блокирует дуэт в подвале, что замечают на камере видеонаблюдения Саймон и полицейские, которые его задержали. С Джессикой, заключённой внутри снеговика, полицейские прибывают, чтобы арестовать грабителей. Семья получает четыре билета в музей и $30000 в качестве награды за захват преступников и восстановление картины. В качестве извинения родители Финна отправляют Саймону билет на самолёт, чтобы тот вернулся домой и провёл Рождество со своей семьёй.
В рождественский день Финн получает сноуборд и пакет расширения для игры «Robo Infantry 3». Алексис получает планшетный компьютер, а Финн и его папа получают путеводитель по лагерю. Финн решает отдохнуть от видеоигр и отправиться на катание на сноуборде с Мейсоном, который теперь стал его лучшим другом. Заключительная сцена показывает, как в полицейском участке делают снимки преступников, когда женщина полиции связывает копию снимков в портрет.

## В ролях
| Актёр              | Роль                                |
| ------------------ | ----------------------------------- |
| Кристиан Мартин    | Финн Бакстер мальчик, главный герой |
| Джодель Ферланд    | Алексис Бакстер сестра Финна        |
| Малкольм Макдауэлл | Синклер главный антагонист          |
| Деби Мейзар        | Джессика                            |
| Эдди Стиплз        | мистер Хьюз                         |
| Элли Харви         | Кэтрин Бакстер мать Финна           |
| Даг Мюррей         | Кёртис Бакстер отец Финна           |
| Питер ДаКунья      | Мэйсон                              |
| Эдвард Аснер       | мистер Карсон                       |
| Билл Тернбулл      | Саймон Хасслер                      |

## Производство
Изначально фильм должен был иметь название «Один дома: Один в темноте», съёмки фильма началась в марте 2012 года как совместное производство между ABC Family и Fox Television Studios. Обе производственные компании ранее совместно работали над «Один дома 4» в 2002 году (ровно через десять лет вышел следующий фильм).
Фильм был снят в Виннипеге.

## Релиз на видео
Релиз состоялся DVD 29 октября 2013 года в США и Канаде. Затем был переиздан на Region 4 12 ноября 2014 года. В Region 2 фильм был выпущен в 2013 году, но изначально был доступен только загрузке и онлайн-потоковой передачи и его распространение в основном сосредоточено на этих форматах.
2 ноября 2015 года фильм был переиздан на DVD в США в качестве части набора из всех пяти частей серии фильмов исключительно на Amazon.co.uk. На момент 2022 года фильм с продаж DVD и Blu-Ray заработал чуть менее 1 миллиона долларов.
В ноябре 2020 года компания Disney начала показывать оригинальную трилогию «Один дома» на своей потоковой платформе Disney+ в честь 30-летия первого фильма. Четвёртая и пятая части были выпущены на канале HBO Max и добавлены на Disney+ 17 декабря 2021 года.

## Критика
Фильм получил в основном отрицательные отзывы от зрителей и почти не получил обзоров критиков. На сайте iMDb картина получила пользовательскую оценку в 3.5 баллов из 10. В целом фильм хоть и был оценён негативно, но всё же был воспринят чуть получше, чем четвёртая часть. Эмили Эшби из «Common Sense Media» поставила фильму 2 звезды из 5, написав, что, хотя фильм является «предсказуемой комедией с фарсом», он «всё же вызывает смех».
В России фильм также был оценён негативно. В онлайн-кинотеатре ivi.ru фильм собрал 3.5 баллов из 10. Также негативно в своём обзоре от 2016 года фильм охарактеризовал видеоблогер и обозреватель кинофильмов Евгений Баженов.

## Продолжение
6 августа 2019 года генеральный директор Disney Боб Игер объявил, что новый фильм франшизы «Один дома» находится в разработке. К октябрю Дэн Мазер вступил в переговоры о постановке фильма, сценарий которого написали Майки Дэй и Стритер Сейделл. Хатч Паркер и Дэн Уилсон выступили в качестве продюсеров.
В декабре 2019 года в качестве исполнителей главных ролей в фильме были объявлены Арчи Йейтс, Роб Дилейни и Элли Кемпер. В июле 2020 года стало известно, что к актёрскому составу присоединились Элли Маки, Кенан Томпсон, Крис Парнелл, Эшлинг Би, Пит Холмс, Тимоти Саймонс и Майки Дэй. В апреле 2020 года сообщалось, что Маколей Калкин, сыгравший Кевина Маккалистера в первых двух фильмах, повторит свою роль в камео. В октябре 2021 года Калкин опроверг свое участие в фильме. В августе 2021 года было объявлено о появлении Девина Рэтрея, сыгравшего Базза Маккалистера в первых двух фильмах.
Основные съемки начались в феврале 2020 года в Монреале, Квебек. В марте съемки были приостановлены из-за пандемии COVID-19 и промышленных ограничений по всему миру. В ноябре 2020 года Disney объявил, что все его фильмы, съемки которых были отложены из-за коронавируса, возобновили съемки, а в некоторых случаях завершили основные съемки. Фильм был выпущен в цифровом формате на Disney+ 12 ноября 2021 года.